# Платон I
Платон I (грец. Πλάτων; *д/н — †до 140 до н. е.) — цар Греко-Бактрійської держави у 145 до н. е.—140 до н. е. роках.

## Життєпис
Походив з династії Євкратидів. Син Євкратида I, царя Греко-Бактрії. Про цього володаря замало відомостей. Близько 166—164 років до н. е. був намісником Бактрії під час війни батька з Мітрідатом I, царем Парфії.
Більш відомий за своїми монетами. На думку низки дослідників саме Платон був тим царевичем, хто повалив 145 року до н. е. свого батька, а потім боровся з іншим братом — Євкратидом II. Як доказ посилаються на зображення колісниці на монетах Платона I, яким було протягнуто мертвого Євкратида I.
Втім є версія, що саме Платон I виступив проти батьковбивці Євкратида II, якого повалив між 144 та 140 роками до н. е. Але можливо також, що Платон I був правителем півдня Греко-Бактрії та царем Паропамісадів. Разом з тим, більшість дослідників сходяться, що саме Платон I захопив й зруйнував столицю Євкратидію. Втім ймовірно володарював не досить довго, напевне було повалено іншим братом — Геліоклом I.